# Opština Velinge
Opština Velinge (švedski:Vellinge kommun) je jedna od švedskih opština od 33, 303 stanovnika,  na jugu Švedske. Administrativni centar opštine je grad - Velinge od 6, 304 stanovnika.

## Geografske karakteristike
Opština Velinge prostire se po Grofoviji Skane, na površini od 143,18 km².

## Istorija
Opština Velinge formirana je za velike reforme lokalne samouprave provedene 1974. kad je došlo do spajanja dotadašnjih opština Rang, Velinge i Manstorp sa gradom Skanor-Falsterbo.
Opština Velinge formirana je za velike reforme lokalne samouprave provedene 1974. kad je došlo do spajanja dotadašnjih opština Rang, Velinge i Manstorp sa gradom Skanor - Falsterbo.